# Gonzalo Córdova
Gonzalo Segundo Córdova y Rivera (Guayaquil, 15 de julho de 1863 – Valparaíso, 13 de abril de 1928) foi um advogado e político equatoriano. Ocupou o cargo de presidente de seu país entre 1 de setembro de 1924 e 9 de julho de 1925.